# Sunda-Weißbauchratte
Die Sunda-Weißbauchratte (Niviventer cremoriventer) ist ein in Südostasien verbreitetes Nagetier in der Gattung der Weißbauchratten. Sie ist eng mit der Lang-Bian-Weißbauchratte (Niviventer langbianis) verwandt. Auf Borneo ist die Art der einzige Gattungsvertreter neben der Langschwanz-Weißbauchratte (Niviventer rapit).

## Merkmale
Die Exemplare erreichen eine Kopf-Rumpf-Länge von 130 bis 165 Millimetern und eine Schwanzlänge von 150 bis 200 Millimetern. Sunda-Weißbauchratten auf kleineren Inseln werden größer als Artgenossen auf großen Inseln. Die Länge der Hinterfüße beträgt 20 bis 29 Millimeter und die Ohren sind 15 bis 21 Millimeter lang. Bei Weibchen liegen zwei Zitzen auf der Brust und zwei im Leistenbereich. Auf der Oberseite ist rotbraunes bis orangebraunes Fell vorhanden, das zum Schwanz hin oft dunkler wird. Manchmal kommen helle Flecken vor. Die Art hat allgemein ein weiches Fell mit einigen eingemischten borstigen Haaren. Zusätzlich sind mehrere schwarze Haare im oberseitigen Fell verteilt. Die Unterseite ist mit hellgrauem bis weißem Fell bedeckt. Am Ende des langen Greifschwanzes befindet sich eine Quaste. Die Sunda-Weißbauchratte wiegt 53 bis 100 Gramm.

## Verbreitung
Das Verbreitungsgebiet reicht von der zentralen Malaiischen Halbinsel über Borneo, Sumatra und Java bis nach Bali und schließt mehrere kleine Sundainseln ein. Dieses Nagetier hält sich vorwiegend im Flachland auf und besucht selten Gebirge bis 1530 Meter Höhe. Es bevorzugt ursprüngliche Wälder und wird gelegentlich in Sekundärwäldern oder kleineren Baumgruppen gesichtet.

## Lebensweise
Die Sunda-Weißbauchratte bewegt sich auf dem Grund und klettert in Bäumen, wobei sie in dichten Wäldern selten den Erdboden besucht. Die Art meidet Plantagen. Die Nahrung besteht aus Früchten, Pflanzensamen und anderen Pflanzenteilen sowie aus Insekten. Einige Exemplare fallen der Bengalkatze und der Malayischen Mokassinotter zum Opfer.

## Gefährdung
Intensive Forstwirtschaft und Umwandlung der Wälder in Ackerflächen beeinträchtigen die Art. Zur Populationsgröße liegen keine Angaben vor. Die IUCN listet die Sunda-Weißbauchratte als nicht gefährdet (least concern) aufgrund des weiten Verbreitungsgebiets, das mehrere Schutzzonen umfasst.